# Urotheca fulviceps
Espèce
Synonymes
- Rhadinaea fulviceps Cope, 1886
- Rhadinaea pachyura fulviceps Cope, 1886

Urotheca fulviceps  est une espèce de serpents de la famille des Dipsadidae.

## Répartition
Cette espèce se rencontre :
- au Costa Rica ;
- à Panama ;
- en Colombie ;
- au Venezuela ;
- en Équateur.

## Publication originale
- Cope, 1886 : Thirteenth Contribution to the Herpetology of Tropical America. Proceedings of the American Philosophical Society, vol. 23, no 122, p. 271-287 (texte intégral).